# Föllinge landskommun
Föllinge landskommun var en tidigare kommun i Jämtlands län.

## Administrativ historik
Föllinge landskommun inrättades 1 januari 1863 i Föllinge socken i samband med att 1862 års kommunalförordningar trädde i kraft. 1889 bröts Laxsjö landskommun ut ur kommunen. År 1901 bröts sedan Hotagens landskommun ut. 
Vid kommunreformen 1952 lades dock Laxsjö åter igen samman med Föllinge. 1969 återförenades även Hotagen med Föllinge.
1971 infördes enhetlig kommuntyp och Föllinge landskommun ombildades därmed till Föllinge kommun, dock utan territoriella förändringar den gången. 1974 blev kommunen en del av den nya Krokoms kommun, tillsammans med Alsen, Offerdal och Rödön.

### Kyrklig tillhörighet
I kyrkligt hänseende tillhörde kommunen Föllinge församling. Den 1 januari 1952 tillkom Laxsjö församling och den 1 januari 1969 Hotagens församling.

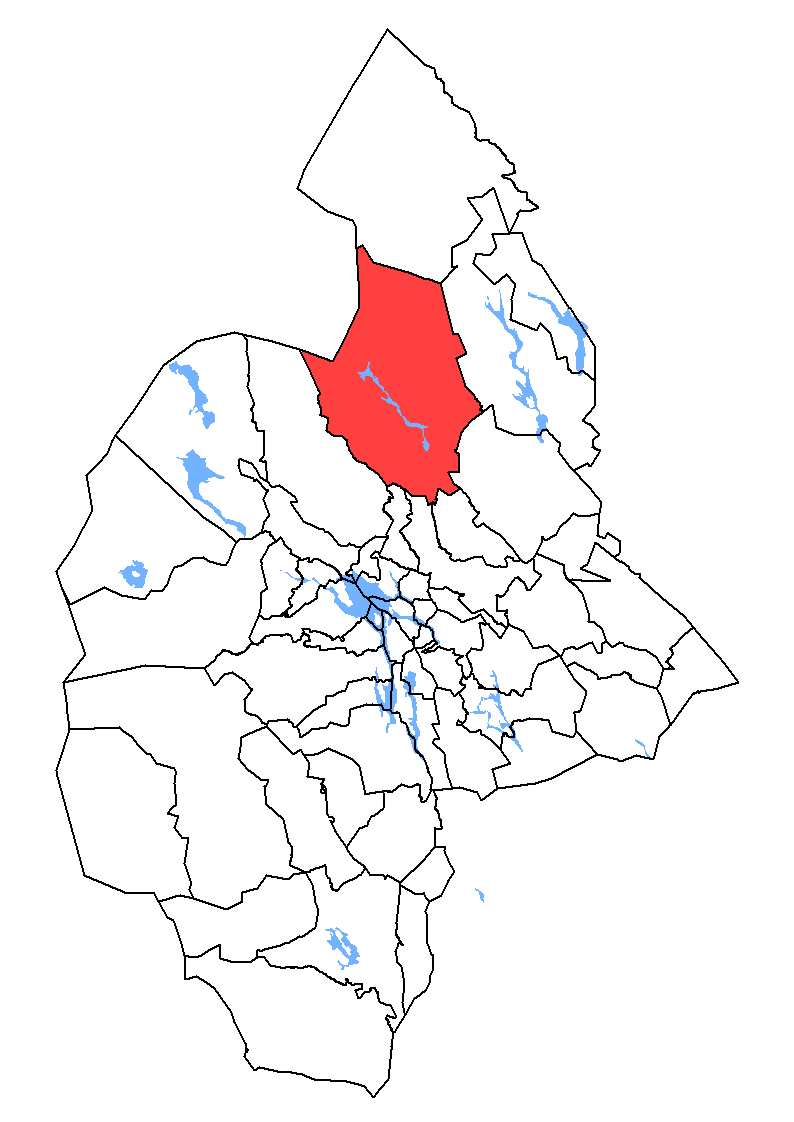
Föllinge landskommuns ursprungliga omfattning 1863–88.
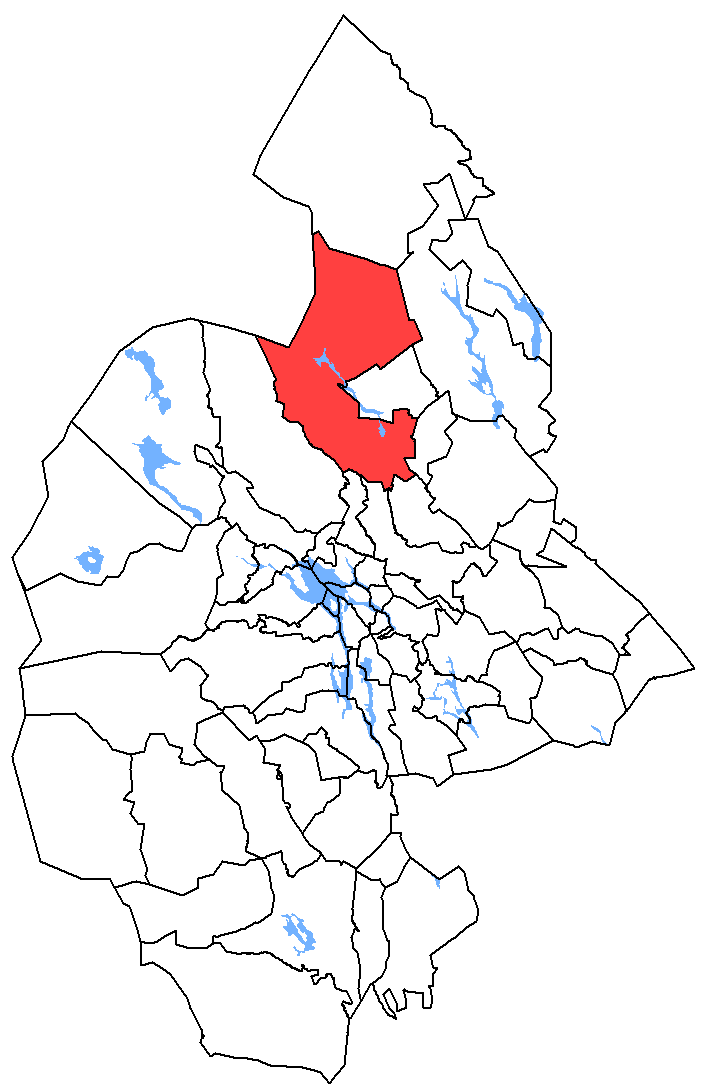
Föllinge landskommun 1889–1900.
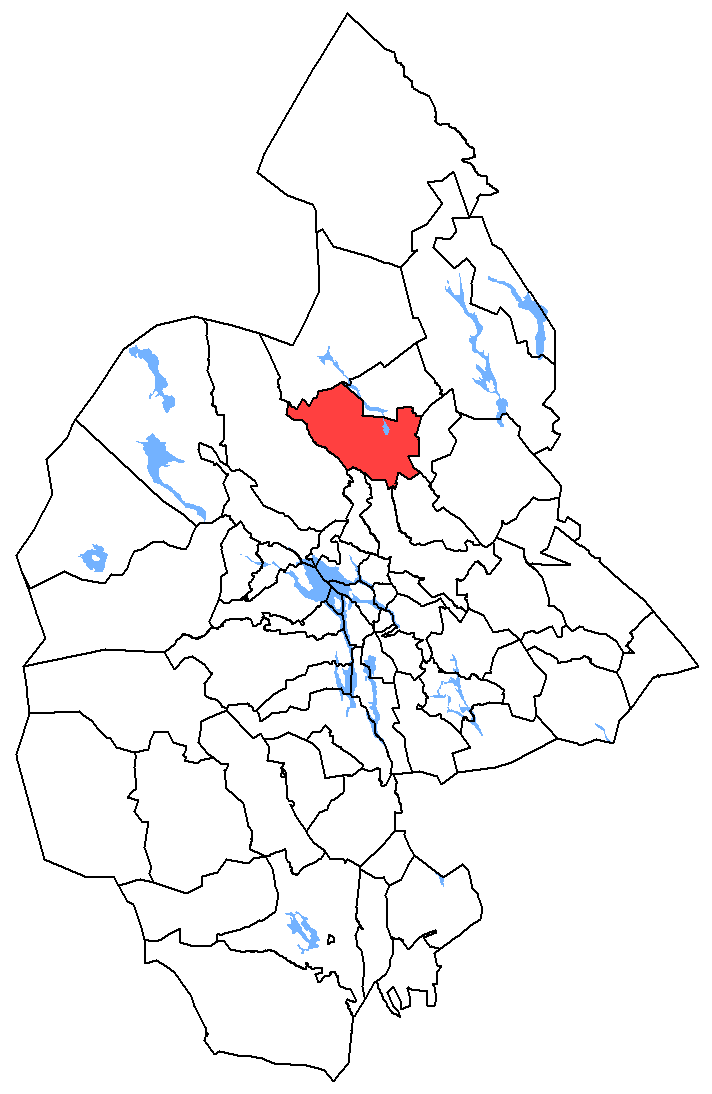
Föllinge landskommun 1901–51.
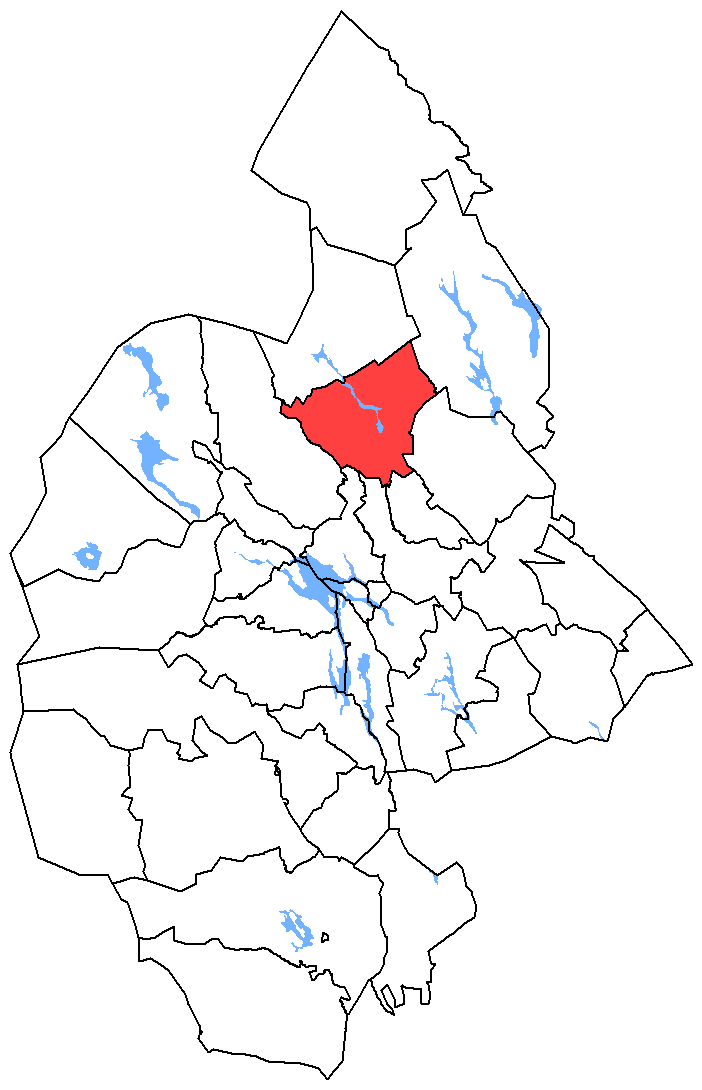
Föllinge landskommun 1952–68.
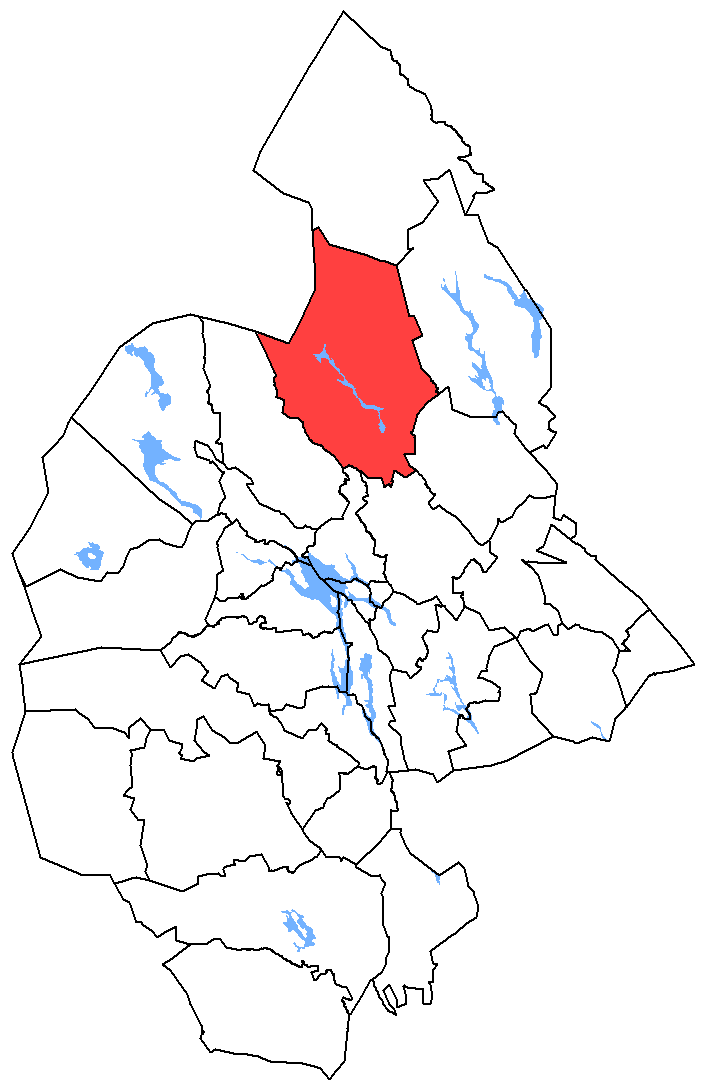
Föllinge landskommun 1969–70, Föllinge kommun 1971–73.

## Kommunvapen
Varken Föllinge, Hotagen eller Laxsjö förde något vapen.

## Folkmängd
År 1959 fanns det 3 307 invånare i kommunen och kommunen hade en befolkningstäthet på 2,3 invånare/km². Detta kan jämföras med riksgenomsnittet som då var 18,0 invånare/km² medan länsgenomsnittet var 3,0 invånare/km².

## Geografi
Föllinge landskommun omfattade den 1 januari 1952 en areal av 1 560,85 km², varav 1 429,00 km² land.

### Tätorter i kommunen 1960
| Tätort   | Folkmängd |
| -------- | --------- |
| Föllinge | 521       |
| Laxsjö   | 243       |

Tätortsgraden i kommunen var den 1 november 1960 24,7 procent.

## Politik

### Mandatfördelning i valen 1938-1970
| 10 | 5 | 8 | 2 |

| 23 |

| 12 | 5 | 7 |  |

| 25 |

| 13 | 5 | 4 | 3 |

| 25 |

| 16 | 7 | 7 | 5 |

| 33 |

| 17 | 7 | 6 | 5 |

| 33 |

| 15 | 6 | 9 | 5 |

| 32 |

| 15 | 5 | 10 | 5 |

| 32 |

| 14 | 9 | 7 | 2 | 3 |

| 33 |

| 16 | 3 | 7 | 4 | 2 | 3 |

| 33 |

| 16 | 10 | 4 | 2 | 3 |

| 30 | 5 |